# Ях (цариця)
Ях (також Я, Джа або Аах = «Місяць») — матір царя та цариця Стародавнього Єгипту бл. 2060 р. до н. е., у середині 11-ії династії (2134—1991 рр. до н. е.). Донька фараона, можливо Ініотефа II, і мати фараона Ментухотепа II, вона була царицею Ініотефа III.

## Біографія
Про походження та життя Ях достовірно відомо небагато. Вона носила титул царської дочки (S3t-nswt), що вказує на те, що вона була дочкою фараона, можливо, Ініотефа II, але це залишається припущенням. Її ім'я є посиланням на Ях, єгипетського бога Місяця.
Ях була одружена з фараоном Ініотефом III, хоча важливий титул дружини царя для неї не засвідчений. Їхні діти були:
- Фараон Небхепетре Ментухотеп II (2046 р. до н. е. — 1995 р. до н.)[2];
- Цариця Неферу II[1].

Як мати Ментухотепа II і Неферу II, Ях була бабусею по материнській і батьківській лінії царя Ментухотепа III.
Ія з'являється на скелі в Шатт-ер-Рігал, де вона стоїть позаду Ментухотепа II. Перед ними обома зображені батько улюбленого бога, син Ра, Ініотеф і царський печатач і скарбник Хеті. Вона також з'являється в гробниці TT319 своєї дочки Неферу II. Її ім'я названо на рельєфних фрагментах гробниці Неферу і на моделях трун, де написано: «Неферу, народжена від Ях».

## Титули
| M17 | D36 | V28 | N11 |

| M17 | D36 | V28 | N11 |

- Улюблена царська мати (mwt-nswt mryt-f)[1];
- Жриця Хатхор (ḥmt-nṯr-ḥwt-ḥr)[1];
- Царська дочка (sȝt-nswt)[1].